# Villa Adami
Villa Adami-Lami è un'antica villa Medicea situata nel centro storico di San Piero a Sieve, dove nel medioevo passava l'antica strada che conduceva a Bologna.

## Storia
Sorta nel XVI secolo intorno ad una delle tre torri di guardia del paese (la prima che trovavano i viandanti che provenivano da Firenze) ancora oggi in parte visibile in quella che divenne la colombaia. È interessante notare che, come scrive Giuseppina C. Romby: "con la soluzione adottata la villa Adami introduce nel centro di San Piero a Sieve una tipologia residenziale di indubbia novità, quella della villa urbana che coniugava la solidità del palazzo signorile con la natura di delizia più propriamente 'agreste' della villa". Venne acquistata nel 1805 dagli Adami ultimi discendenti dei Medici. Nel 1991 l’Amministrazione Comunale di San Piero a Sieve rilevava l’edificio in condizioni di avanzato degrado e, con una sapiente opera di restauro ne ricavava in egual misura alloggi per l’edilizia residenziale pubblica e locali destinati ad attività ricreative e culturali. Attenti studi, realizzati nell'ambito dell'intervento di recupero, mostrano come già nel cinquecento la trasformazione in villa e la realizzazione della fronte, con la piazzetta antistante che si incardina all'incrocio fra via di Cafaggio e la strada per la Fortezza di San Martino, fossero concluse.
Nella facciata sono di notevole rilevanza le decorazioni in cotto con teste di animali e motivi floreali che sovrastano le finestre( di origine ottocentesca), mentre all’interno sono ancora ben visibili alcune strutture originali come soffitti affrescati o in legno e particolari architettonici quali colonne, architravi, cornicioni, ecc.
Particolare interesse riveste anche la sistemazione "cinque-seicentesca" del giardino attorno all'edificio che assume il carattere di una vera e propria terrazza panoramica dominante l'intero aggregato urbano.

## Galleria d'immagini

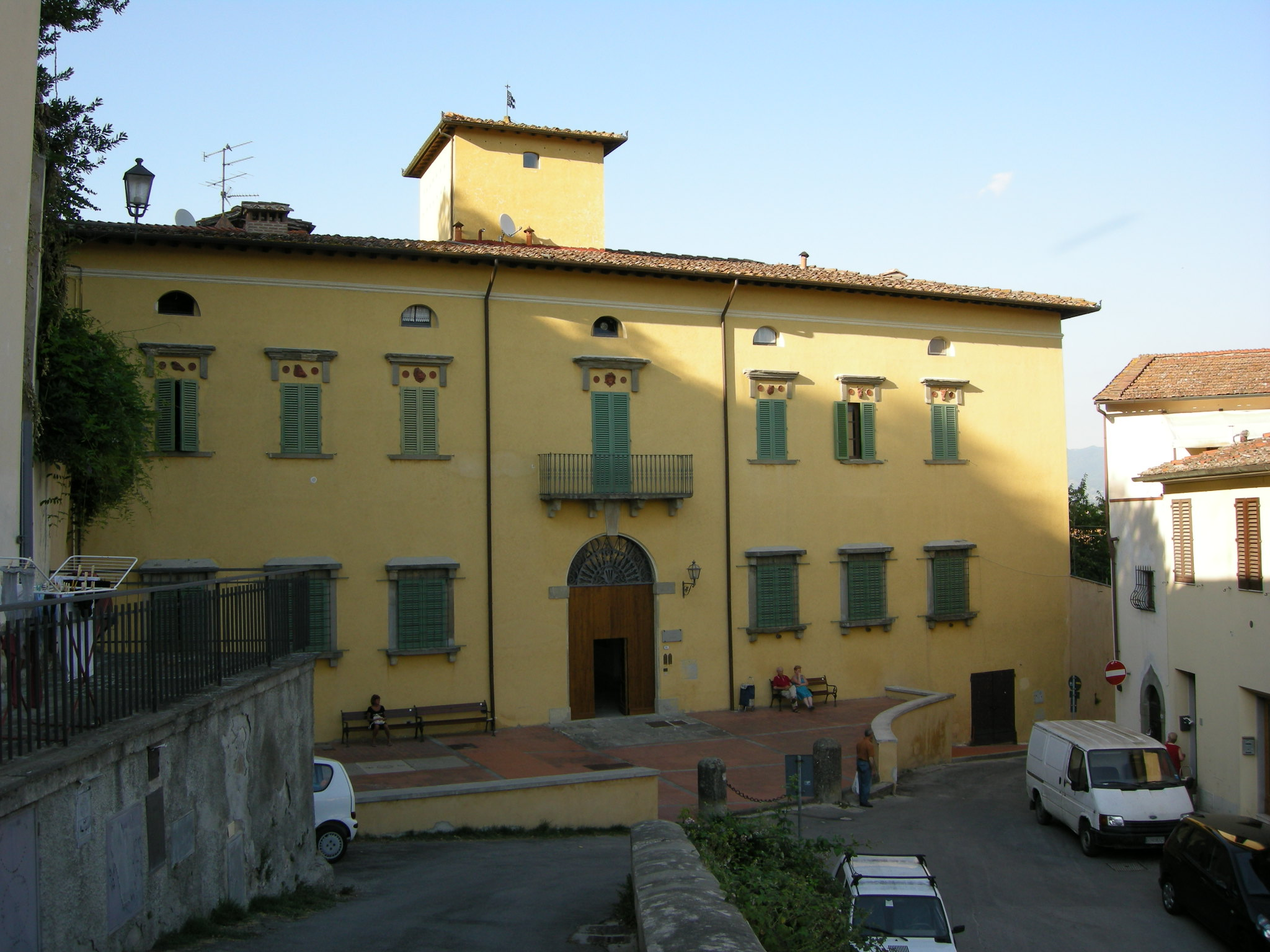
Fronte e piazzetta
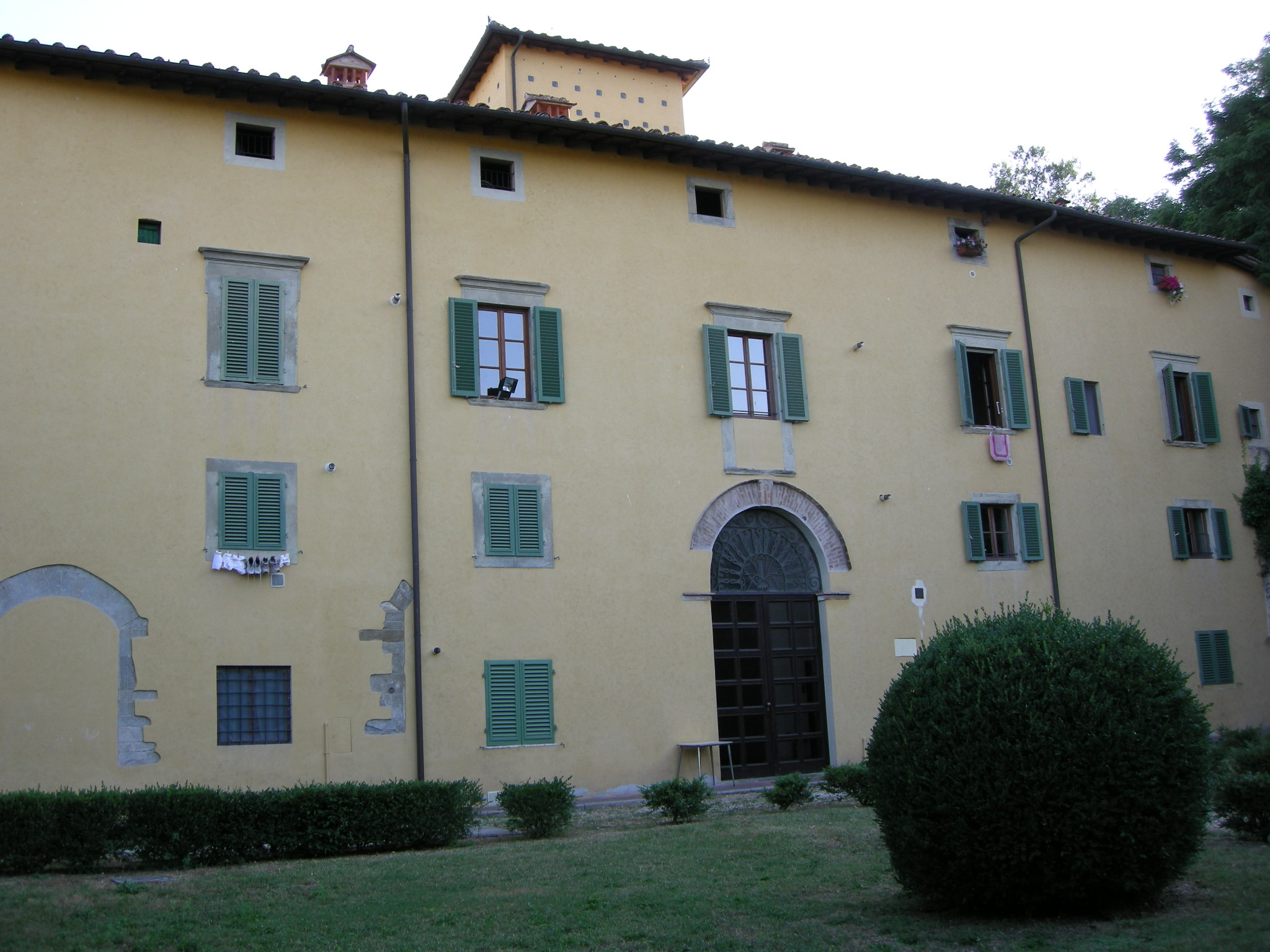
Retro della Villa
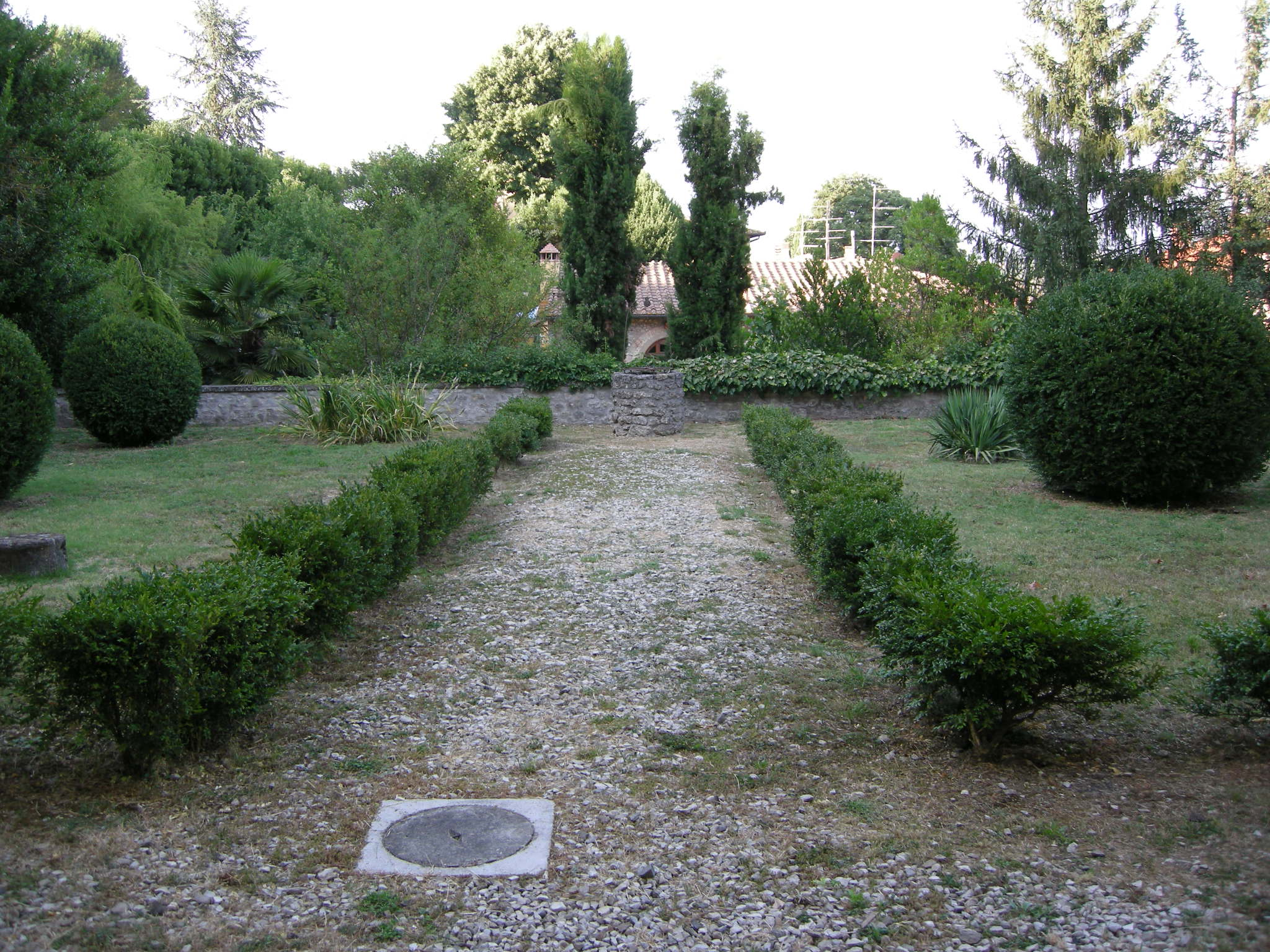
Giardino
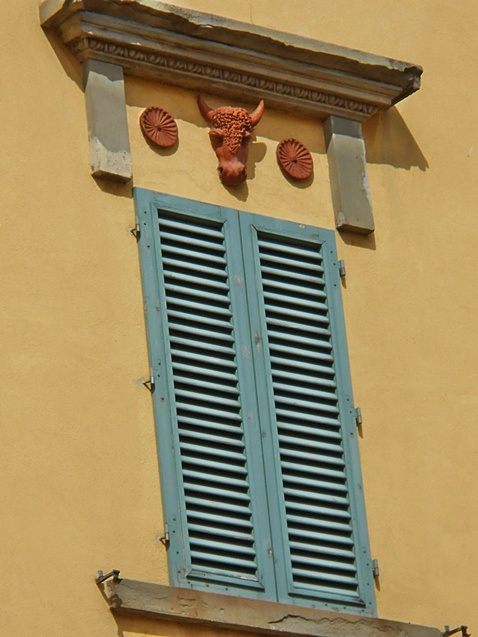
Particolare delle Decorazioni